# Clemens von Sardes
Clemens von Sardes gilt als einer der Siebzig Jünger. Er soll Bischof in der Stadt Sardes gewesen sein.

## Leben
Clemens wird als Heiliger verehrt; sein Gedenktag ist der 22. April, den er mit den Heiligen Apelles und Lucius teilt.